# Stipa shoshoneana
Stipa shoshoneana är en gräsart som beskrevs av Curto och Douglass M.Hend. Stipa shoshoneana ingår i släktet fjädergrässläktet, och familjen gräs. Inga underarter finns listade i Catalogue of Life.